# Loco Partners
株式会社Loco Partners（ロコパートナーズ）は、宿泊予約サイト 「Relux（リラックス）」を運営するインターネット総合旅行代理店である。本社は東京都港区。
2011年9月に篠塚孝哉が創業。2017年3月にKDDIグループに参入した。

## 概要
満足度の高い厳選したホテル・旅館の宿泊予約サイト「Relux（リラックス）」を運営する、オンライン旅行会社（Online Travel Agency, OTA）である。
2011年9月に株式会社Loco Partnersを設立。地域の活性化をミッションとし、各種ソーシャルメディアの企画・運営や、ホテル・旅館・行政団体向けにコンサルティングやセミナー事業などを展開している。
2013年3月に「Relux」を開始。2015年6月には、海外事業部を立ち上げ、訪日旅行領域におけるサービスを開始した。2016年4月にKDDIより5億円の資金調達を行っている。
2018年1月にはEmotion Techと日経BPコンサルティング共同ロイヤルティ調査（NPS）において1位を獲得した。
MISSION「日本に驚きなおそう。」
MISSION「人と地域を深くつなげるプラットフォーム。」
VALUE「Locoship」（BE HONEST／ROCKET SPEED／FAIL HARDER／OWNERSHIP／ONE TEAM）

## サービス内容
「Relux（リラックス）」は、満足度の高い厳選したホテル・旅館を厳選した宿泊予約サービス。2013年3月に提供を開始。Reluxでは掲載される宿泊施設の審査を厳格におこない、100項目にもおよぶ審査基準をクリアした一流ホテル・旅館だけを掲載 。また、最低価格保証を行っており、万が一同一内容の宿泊プランにおいてReluxが最低価格ではなかった場合、差額を返金するようにしている。特別な旅行の相談にReluxコンシェルジュデスクを利用することが可能であり、Relux会員だけに利用可能な特別な宿泊プランを提供している。

## スマートフォンアプリ
パソコン向けサイトのほか、iPhoneおよびAndroid向けのアプリケーションも提供している。

## 沿革
- 2011年　
  - 9月1日 - 株式会社Loco Partners創業
  - 9月1日 - 代表取締役社長　篠塚孝哉就任

- 2013年
  - 3月 - 「relux」正式リリース
  - 3月 - 6000万円の第三者割当増資を実施

- 2014年
  - 5月 - 「relux」iOS版／Android版アプリをリリース
  - 6月 - 法人向け旅行サービス「relux Holiday」を開始
  - 9月 - 総額3.3億円の資金調達を実施[5]

- 2015年
  - 3月 - エクスペディアとの業務提携を開始[6]
  - 6月 - 訪日旅行予約のBtoBサービスを開始

- 2016年
  - 4月 - KDDIより5億円の資金調達を実施[7]
  - 7月 - 初のブランドロゴの刷新、「Relux」へ
  - 9月 - 会員数50万人突破
  - 12月 - 「トリップアドバイザー」と業務提携を開始
  - 12月 - iOS版/Android版アプリが中国語・韓国語・英語に対応スタート

- 2017年
  - 2月 - 「tujia」と業務提携を開始
  - 3月 - KDDI社グループへの参入[8]
  - 3月 - 韓国本格進出[9]
  - 7月 - 香川真司が「Relux公式アンバサダー」に就任[10]
  - 10月 - 会員数100万人突破
  - 11月 - 「Travel.jp」と「BIGLOBE旅行」と同時業務提携開始

- 2018年
  - 1月 - 通信企業SK telecomと業務提携を開始[11]
  - 3月 - 台湾ECサイト「GOMAJI」と業務提携を開始[12]
- 2020年
  - 3月 - 経営陣刷新により篠塚孝哉が退任し、村上文彦が新社長に就任。[13]

- 2023年
  - 7月 - 経営陣刷新により村上文彦および塩川一樹が退任し、鷲野宏治が新社長に就任。[14]